# 宋德民
宋德民（1963年10月—），男，汉族，吉林榆树人，中华人民共和国政治人物。曾任教育部党组成员、副部长，2022年8月任中央纪委国家监委驻中央宣传部纪检监察组组长。